# Clase Midway
La clase Midway era una clase de tres portaaviones de la Armada de los Estados Unidos. Se diseñaron para reemplazar a los portaaviones de la clase Essex. El objetivo de esta clase era construir un portaaviones de ataque, blindado, capaz de soportar varios impactos de kamikazes. El resultado fue un portaaviones más grande con una cubierta de vuelo blindada desde el principio. El USS Midway, ha sido el portaaviones que permaneció en servicio activo por más tiempo (1945-1992). Fueron sustituidos por los portaviones de la clase Forrestal.

## Unidades
- USS Midway (CV-41) (1945-1992) Conservado como buque museo
- USS Franklin D. Roosevelt (CV-42) (1945-1977) desguazado
- USS Coral Sea (CV-43) (1947-1990) Desguazado